# Albert Falke
Franz Albert Paul Falke (né le 5 janvier 1922 à Schmallenberg et mort le 3 mars 2010 dans la même ville) est un entrepreneur et homme politique allemand (CDU).

## Biographie
Albert Falke quitte l'école avec un diplôme de fin d'études secondaires et suit une formation commerciale et technique dans l'usine familiale de bonneterie Falke. En 1940, il réussit l'examen d'assistant commercial. Après des études à l'école d'ingénieur textile de Chemnitz, il travaille pour l'entreprise familiale Falke.
Il est marié à Doris Falke; il a quatre enfants.

## Parti politique
Falke est membre du NSDAP à partir de 1940, depuis 1948 de la CDU. Entre 1955 et 1971, il est  membre du conseil d'administration de la CDU dans l'arrondissement de Meschede et son trésorier de 1958 à 1971. Il est membre du conseil d'administration de l'association régionale Westphalie-Lippe de 1960 à 1966, puis membre du directoire du conseil économique de la CDU.

## Politique
Au niveau politique local, Falke est membre du bureau de Schmallenberg de 1952 à 1960 et du conseil de l'arrondissement de Meschede de 1956 à 1975.
Falke est membre du Landtag de Rhénanie-du-Nord-Westphalie de la 5e à la 8e législature du 21 juillet 1962 au 28 mai 1980 en représentant la 130e (puis 133e) circonscription (Meschede-Wittgenstein)

## Engagements
Albert Falke est un catholique fervent. Il est membre de l'Association des entrepreneurs catholiques (BKU) depuis 1953, et son président fédéral de 1965 à 1969. Il est l'initiateur de la conférence de printemps de Schmallenberg du BKU, qui a lieu depuis 1960.
En 1962, il est nommé chevalier de l'Ordre équestre du Saint-Sépulcre de Jérusalem par le cardinal Grand Maître Eugène Tisserant le 15 décembre 1962 investi dans la cathédrale de Cologne par Lorenz Jaeger, grand prieur de la lieutenance allemande.

## Honneurs et récompenses
Falke reçoit la bague d'honneur de la ville de Schmallenberg en 1983. Il est commandeur de l'Ordre du Mérite de la République fédérale d'Allemagne. Falke est président honoraire de la CDU de Schmallenberg.